# Clash of the Champions XX: 20th Anniversary
Clash of the Champions XX: 20th Anniversary fu uno show celebrativo della federazione World Championship Wrestling; si svolse il 2 settembre 1992 presso il Center Stage Theater di Atlanta, Georgia.

## Produzione
L'evento fu trasmesso in diretta dall'emittente televisiva TBS, e fu sottotitolato 20th Anniversary non solo perché era la ventesima edizione di Clash of the Champions ma anche perché segnò il ventesimo anniversario della prima messa in onda di un evento di wrestling da parte della TBS fin dai tempi della Mid-Atlantic Wrestling nel 1972. Lo show si svolse presso il Center Stage Theater, la stessa location dove venivano registrate la maggior parte delle puntate del programma WCW Saturday Night all'epoca. Inoltre, si trattò anche dell'ultima apparizione televisiva di André the Giant, che morì alcuni mesi dopo, il quale partecipò al programma come ospite presenziando a un evento WCW per la prima volta dopo molti anni passati in World Wrestling Federation. Altri ospiti che parteciparono all'evento furono: Bruno Sammartino, Dusty Rhodes, Sir Oliver Humperdink, Bob Armstrong, "Cowboy" Bill Watts, Assassin I, Thunderbolt Patterson, Grizzly Smith, Mike Graham, Missy Hyatt, Gordon Solie, Freddie Miller, "Hammerin'" Hank Aaron, Magnum T.A. e Teddy Long.

## Descrizione
Nel primo match della serata Ricky Steamboat sconfisse Steve Austin conquistando il WCW World Television Championship. La particolarità del match era quella di non prevedere squalifiche e il manager di Austin, Paul E. Dangerously, era sospeso sopra il ring dentro una piccola gabbia.
Il match di coppia Arn Anderson & Bobby Eaton contro Dick Slater & Greg Valentine finì con la vittoria dei primi. Ai rispettivi angoli i due team avevano come alleati Michael Hayes e Larry Zbyszko. Se Hayes funse da stratega per Anderson & Eaton, Zbyszko, con un braccio rotto, non fu di molto aiuto a Slater & Valentine, finendo anche per essere aggredito da Hayes al braccio infortunato.
Brad Armstrong fu privato d'ufficio del WCW Light Heavyweight Championship per non averlo difeso oltre il limite massimo di trenta giorni, causa un infortunio al ginocchio. A seguito di ciò, Armstrong fu aggredito verbalmente e schiaffeggiato da Brian Pillman.
Il terzo incontro con in palio il WCW World Heavyweight Championship tra il campione Ron Simmons e lo sfidante Cactus Jack. Simmons riuscì a difendere il titolo, ma al termine del match, Cactus Jack portò sul ring Butch Reed, ex partner di coppia di Simmons nei Doom, assente da oltre un anno dalla WCW, che sfidò l'ex alleato.
Nel primo match combattuto insieme in assoluto, Butch Reed & The Barbarian sconfissero Barry Windham & Dustin Rhodes quando Barbarian colpì Windham alla testa con un potente calcio.
Nel main event della serata la squadra composta da Rick Rude, Jake Roberts, Super Invader & Big Van Vader, ha sconfitto Sting, Nikita Koloff & gli Steiner Brothers in un match a eliminazione. Gli unici sopravvissuti furono Rick Rude e Jake Roberts. Fu Roberts che eliminò Sting con lo schienamento decisivo dando la vittoria alla propria squadra.

## Risultati
| N. | Risultati | Stipulazione                                                       | Durata |
| -- | --- | ------------------------------------------------------------------ | ------ |
| 1  | Ricky Steamboat sconfigge Steve Austin (c) (con Paul E. Dangerously)                                                                                            | No disqualification match per il WCW World Television Championship | 10:43  |
| 2  | Arn Anderson & Bobby Eaton (con Michael Hayes) sconfiggono Dick Slater & Greg Valentine (con Larry Zbyszko)                                                     | Tag team match                                                     | 05:42  |
| 3  | Ron Simmons (c) sconfigge Cactus Jack | Single match per il WCW World Heavyweight Championship             | 08:51  |
| 4  | The Barbarian & Butch Reed sconfiggono Barry Windham & Dustin Rhodes                                                                                            | Tag team match                                                     | 08:13  |
| 5  | Rick Rude, Jake Roberts, Super Invader & Big Van Vader (con Harley Race) sconfiggono Sting, Nikita Koloff & The Steiner Brothers (Rick Steiner & Scott Steiner) | Elimination match                                                  | 15:57  |

### Elimination match 4 vs. 4
| 1              | Nikita Koloff            | Jake Roberts             | 07:26                    |                          |                          |
| 2              | Super Invader            | Sting                    | 07:52                    |                          |                          |
| 3              | Scott Steiner            | Nessuno (squalificato)   | 11:24                    |                          |                          |
| 4              | Rick Steiner             | Nessuno (count out)      | 12:19                    |                          |                          |
| 5              | Big Van Vader            | Nessuno (squalificato)   | 15:13                    |                          |                          |
| 6              | Sting                    | Jake Roberts             | 15:57                    |                          |                          |
| Sopravvissuti: | Rick Rude & Jake Roberts | Rick Rude & Jake Roberts | Rick Rude & Jake Roberts | Rick Rude & Jake Roberts | Rick Rude & Jake Roberts |